# Margaret Grosvenor
Margaret Grosvenor (Cheshire, 8 de abril de 1873-Londres, 27 de marzo de 1929), hija del 1.er duque de Westminster, y esposa del 1.er marqués de Cambridge. Fue conocida antes de su matrimonio como Lady Margarita Grosvenor, después conocida como la Princesa Adolfo de Teck y la Duquesa de Teck.

## Nacimiento
Lady Margarita Grosvenor nació en Eaton Hall, Cheshire. Su padre era el 3.er marqués de Westminster (después 1.er duque de Westminster), hijo del 2.º marqués de Westminster y Lady Isabel María Levenson-Gower. Su madre era Lady Constanza Gertrudis Levenson-Gower, hija del 2.º duque de Sutherland.

## Matrimonio
El 12 de diciembre de 1894, se casó con el príncipe Adolfo de Teck en Eaton Hall. El príncipe Adolfo de Teck era el hijo mayor del príncipe Francisco, duque de Teck y la princesa María Adelaida de Cambridge. También era hermano menor de María de Teck, duquesa de York (más tarde la reina María).
Después de su matrimonio tomó el título y estilo de su esposo, siendo conocida como Su Alteza Serenísima la Princesa Adolfo de Teck. La pareja tuvo cuatro hijos:
- Príncipe Jorge de Teck, después segundo marqués de Cambridge, (11 de octubre de 1895 - 16 de abril de 1981), casado en 1923 con Dorothy Hastings (18 de mayo de 1899 - 1 de abril de 1988), tuvieron descendencia.
- Princesa María de Teck, después Lady María Cambridge (12 de junio de 1897 - 23 de junio de 1987), casado el 1923 con el décimo duque de Beaufort (4 de abril de 1900 - 4 de febrero de 1984), no tuvieron descendencia.
- Princesa Elena de Teck, después Lady Helena Cambridge (23 de octubre de 1899 - 22 de diciembre de 1969), casado en 1919 con el coronel John Evelyn Gibbs, no tuvieron descendencia.
- Príncipe Federico de Teck, después Lord Federico Cambridge (23 de septiembre de 1907 - 30 de mayo de 1940), no se casó ni tuvo hijos, murió en acción durante la Segunda Guerra Mundial.

## Duquesa de Teck
En 1900, el príncipe Francisco, duque de Teck, murió, y Adolfo le sucedió como 2.º Duque de Teck. Margarita tenía ahora el título y estilo de Su Alteza Serenísima la Duquesa de Teck. En 1900, el rey Jorge V le concedió al duque de Teck el tratamiento de Su Alteza como regalo de su coronación. A partir de entonces, Margarita fue conocida como Su Alteza la Duquesa de Teck.
El príncipe Adolfo prestó servicio activo con su regimiento en la Segunda Guerra de los Bóeres, y su esposa se unió a él en Sudáfrica en abril de 1900, viajando allí en el SS Dunottar Castle con sus dos hermanas, la marquesa de Ormonde y Lady Chesham.

## Marquesa de Cambridge
Durante la Primera Guerra Mundial, el sentimiento antialemán en el Reino Unido llevó a su cuñado el rey Jorge V a cambiar el nombre de la Casa Real de origen alemán de Casa de Sajonia-Coburgo-Gotha y anglicanizarla a Casa de Windsor. El Rey también renunció a todos sus títulos germánicos, en nombre de él y de todos los miembros de la Familia Real Británica, que fueran súbditos británicos.
En respuesta a esto, el duque de Teck renunció, a través de una Real Cédula del Rey, fechada el 14 de julio de 1917, a su título de Duque de Teck en el Reino de Wurtemberg y al estilo de Su Alteza. Adolfo, junto con su hermano, el príncipe Alejandro de Teck, adoptó el nombre de Cambridge, en honor de su abuelo, el príncipe Adolfo, duque de Cambridge.
Fue creado posteriormente Marqués de Cambridge, Conde de Eltham y Vizconde Northallerton en la dignidad de la Nobleza del Reino Unido. Su hijo mayor tomó el título de Conde de Eltham como título de cortesía. Sus hijos menores se convirtieron en Lord/Lady (nombre de pila) de Cambridge.
Lord Cambridge murió en 1927 en Shotton Hall, Shrewsbury. Su hijo mayor, el conde de Eltham, le sucedió como marqués de Cambridge. Lady Cambridge le sobrevivió dos años, y murió el 27 de marzo de 1929 en Londres. Fue enterrada en la misma tumba que su marido en el cementerio real, siendo la primera en ser enterrada directamente ahí tras su muerte ya que los anteriores eran trasladados desde la bóveda real de la Capilla de San Jorge, donde eran inicialmente depositados.

## Títulos y tratamientos
| ● 8 de abril de 1873-12 de diciembre de 1894:  | Lady Margaret Grosvenor                         |
| ● 12 de diciembre de 1894-21 de enero de 1900: | Su alteza serenísima la princesa Adolfo de Teck |
| ● 21 de enero de 1900-9 de junio de 1911:      | Su alteza serenísima la duquesa de Teck         |
| ● 9 de junio de 1911-14 de julio de 1917:      | Su alteza el duquesa de Teck                    |
| ● (Un día)- :                                  | Lady Margarita Cambridge                        |
| ● 16 de julio de 1917-24 de octubre de 1927:   | La honorabilísima marquesa de Cambridge         |
| ● 24 de octubre de 1927-27 de marzo de 1929:   | La honorabilísima marquesa viuda de Cambridge   |

- Datos: Q531889
- Multimedia: Margaret Cambridge, Marchioness of Cambridge / Q531889